# هيلين جونسون
هيلين جونسون (بالإنجليزية: Helene Johnson)‏ هي مؤلفة وكاتِبة وشاعرة أمريكية، ولدت في 7 يوليو 1906 في بوسطن في الولايات المتحدة، وتوفيت في 6 يوليو 1995 في مانهاتن في الولايات المتحدة.